# Formoterol
Das Formoterol ist ein Arzneistoff aus der Gruppe der β2-Sympathomimetika. Inhalativ verabreicht weitet es die Bronchien und wird zur Therapie von Asthma bronchiale und chronisch obstruktiver Lungenerkrankung (COPD) eingesetzt.

## Stereochemie
Formoterol ist ein chiraler Arzneistoff und enthält zwei Stereozentren. Deshalb gibt es vier Stereoisomere: Die (R,R)-Form und die dazu enantiomere (S,S)-Form, sowie die (R,S)- und (S,R)-Form. Der Arzneistoff Formoterol besteht aus dem Racemat (1:1-Mischung) der (R,R)-Form und der (S,S)-Form. Das wirksame Isomer, das Eutomer, ist das (R,R)-Enantiomer, welches auch als Arformoterol bezeichnet wird und ebenfalls therapeutische Verwendung findet.

## Darreichungsformen
Formoterol ist in Deutschland als Einzelsubstanz entweder als Dosieraerosol oder in Pulverform im Handel. In fixer Kombination mit einem entzündungshemmenden Steroid ist es als Pulverinhalator und Dosieraerosol erhältlich.

## Pharmakokinetik
Nur 10 % der inhalierten Menge erreichen die Bronchialschleimhaut. Die übrigen 90 % werden verschluckt und vom Magen-Darm-Trakt rasch und zu mehr als zwei Dritteln aufgenommen. Die maximale Konzentration des Wirkstoffes im Blut wird nach etwa einer halben bis einer Stunde erreicht. Im Blut liegt Formoterol zu 61–64 % an Eiweiß gebunden vor (Plasmaproteinbindung). Zur Ausscheidung wird es direkt oder nach Abspalten einer Methylgruppe mit einem Molekül Glucuronsäure verbunden (glucuronidiert) und anschließend zu zwei Dritteln mit dem Urin und zu einem Drittel mit dem Stuhl vollständig ausgeschieden. Durchschnittlich zwischen 6 und 9 % werden unverändert im Urin ausgeschieden. Die Halbwertszeit liegt bei etwa 7 Stunden. Damit gehört es der Klasse der langwirksamen Beta-Sympathomimetika (LABA) an.

## Anwendungsgebiete
Formoterol stimuliert die β2-Rezeptoren des sympathischen Nervensystems und führt an den Bronchien zu einer Entspannung der glatten Muskulatur und somit zu einer Erweiterung. Es ist daher zur Behandlung eines mittelschweren Asthma bronchiale, allerdings nur in Kombination mit einem inhalativen Kortisonpräparat zugelassen. Auch zur Vorbeugung und Behandlung der Verengung der Bronchien bei chronisch obstruktiver Lungenerkrankung und Lungenemphysem kann es eingesetzt werden.

## Nebenwirkungen
Häufig auftretende Nebenwirkungen sind ein feinschlägiges Zittern (Tremor), Kopfschmerzen und Herzklopfen (Palpitationen). Gelegentlich kommt es zu Übelkeit, Schwitzen, Unruhe, Schwindel, Störungen des Geschmacksempfindens, Missempfindungen im Mund und Rachenbereich, Herzrasen auch mit Herzrhythmusstörungen, Muskelkrämpfen, Husten, Kalium-Mangel im Blut sowie Anstieg des Blutzuckerspiegels und der Konzentration von Insulin, freien Fettsäuren, Ketonkörpern und Glycerol im Blut. Selten wurde über Angina Pectoris, Beeinflussung des Blutdruckes in beide Richtungen, eine paradoxe Verengung der Bronchien und Überempfindlichkeitsreaktion mit Hautausschlägen, Juckreiz, Nesselsucht, Schwellung von Gesicht und Mundschleimhaut, Abfall der Blutplättchen (Thrombopenie) und Nierenentzündung berichtet. In Einzelfällen wurde vor allem bei Kindern unter zwölf Jahren Übererregbarkeit mit Schlafstörungen, hyperaktivem Verhalten und Halluzinationen beobachtet. Ebenfalls vereinzelt traten Ödeme an Händen und Füßen auf. Der Einsatz langwirksamer β2-Sympathomimetika ohne gleichzeitige Gabe von inhalativen Corticosteroiden in der Therapie des Asthma bronchiale geht mit einer erhöhten Sterblichkeit einher.

## Handelsnamen
Monopräparate
Foradil (D, A, CH), Forair (D, A), Formatris (D), Oxis (D, A, CH), diverse Generika (D, A)
Kombinationspräparate
- mit Fluticason: Flutiform (D)
- mit Beclometason: Foster (D, A), Inuvair (D)
- mit Budesonid: Symbicort (D, A, CH), Vannair (CH)
- mit Aclidiniumbromid: Duaklir (EU), Brimica (EU)
- mit Beclometason und Glycopyrroniumbromid: Trimbow (D)